# Kincsem (film, 2017)
A Kincsem című magyar romantikus kalandfilmet 2017. március 16-án mutatták be Magyarországon. A Herendi Gábor rendezésében, Nagy Ervin és Petrik Andrea főszereplésével létrejött mű Kincsem, a „csodakanca” életét és korát alapul vevő, ezek által inspirált, de alapvetően kitalált történet. A magyar filmgyártás történetének eddigi második legköltségesebb alkotása. A kosztümös filmet 456 ezren látták.

## Szereplők
| Szereplő            | Színész          |
| ------------------- | ---------------- |
| Blaskovich Ernő     | Nagy Ervin       |
| Klara von Oettingen | Petrik Andrea    |
| Mike Madden         | Kovács Lehel     |
| Otto von Oettingen  | Gáspár Tibor     |
| Gerlóczy            | Keresztes Tamás  |
| Blaskovich Bertalan | Rátóti Zoltán    |
| Hédike              | Balsai Móni      |
| Franz von Vogel     | Makranczi Zalán  |
| Hesp Róbert         | Gyabronka József |

### További szereplők
Fekete Ernő, Scherer Péter, Lázár Kati, Seress Zoltán, Schneider Zoltán, Papp János, Gados Béla, Vincze Gábor Péter, Cserna Antal, Háda János, Olt Tamás, Mészáros Máté, Patkós Márton, Pálmai Anna, Sasvári Sándor, Szélyes Imre, Takács Zalán, Telekes Péter, Menczel Andrea

## Nézettség
A nézettségi adatok szerint 456 666 jegyet adtak el rá, ezzel a kilencedik legnézettebb magyar film a rendszerváltás óta.